# Callisia micrantha
Callisia micrantha är en himmelsblomsväxtart som först beskrevs av John Torrey, och fick sitt nu gällande namn av David Richard Hunt. Callisia micrantha ingår i släktet sköldpaddstuvor, och familjen himmelsblomsväxter. Inga underarter finns listade.